# Calmar frit
Pour les articles homonymes, voir Calamar et Friture (homonymie).
Le calmar frit ou fritot de calamar est une spécialité culinaire de nombreuses cuisines du monde, dont les cuisines française, espagnole, italienne, turque ou philippine, à base de calmars coupés en anneaux ou en lanières, trempés dans la farine ou dans une pâte à beignet et frits à l'huile.

## Histoire
Variante des céphalopodes utilisés en cuisine, les calmars sont consommés depuis l’Antiquité, dans de nombreuses régions côtières du monde, avec des techniques de cuisson variées, dont la friture simple. Ils font partie de la cuisine de rue de nombreux pays. 

## Préparation
Les calmars sont nettoyés puis blanchis dans l'eau. La carcasse est généralement découpée en rondelles (ou en lanière) avant d'être panée et frite dans de l'huile très chaude (environ 160 °C). Ils peuvent également être panés dans de la farine de pois chiches, pour leur donner une texture plus croustillante et une autre saveur, ou encore trempés dans une pâte à beignet à la façon des calamars à la romaine (« alla romana ») de la cuisine italienne. 

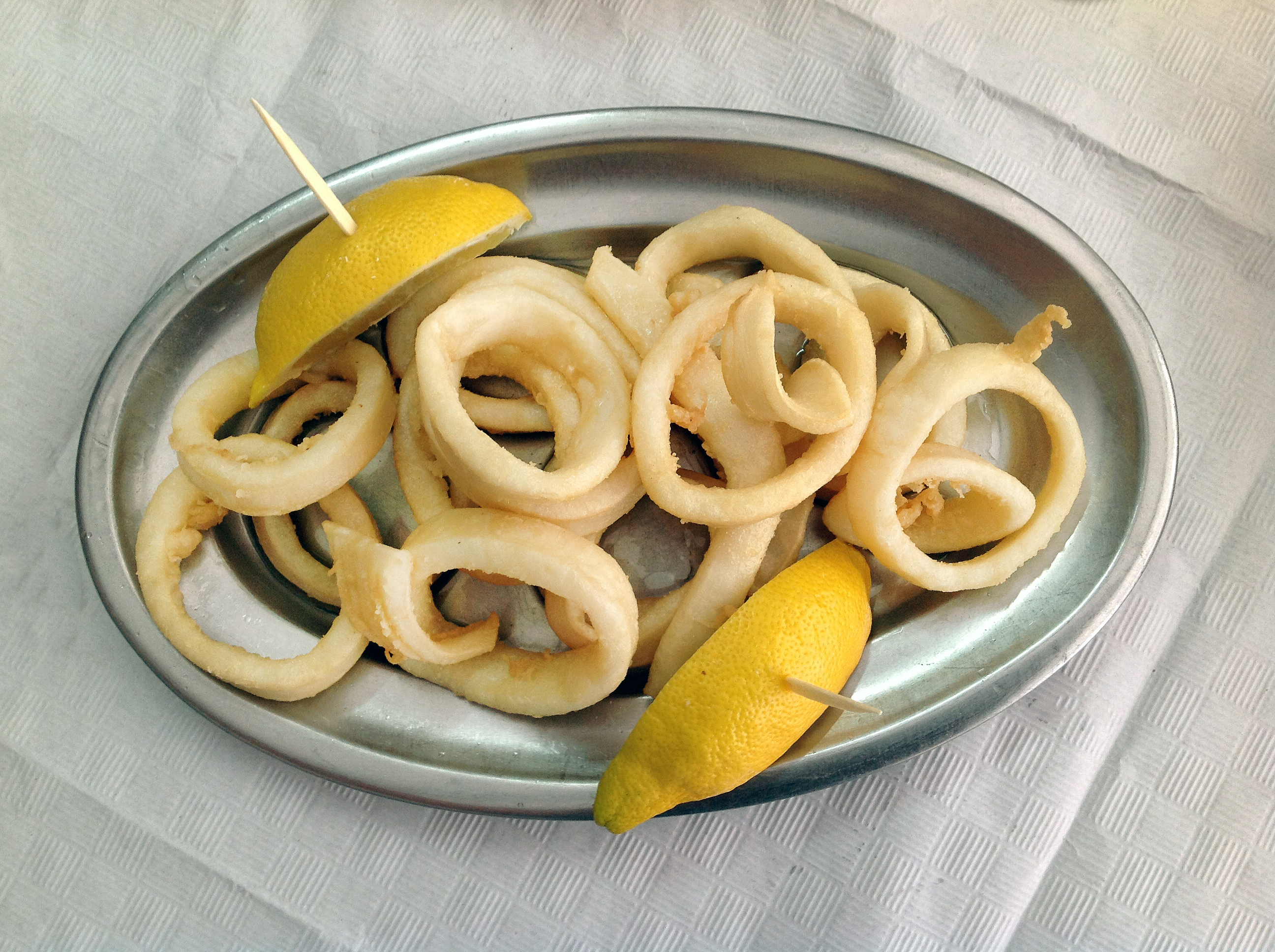
Calamar à la romaine
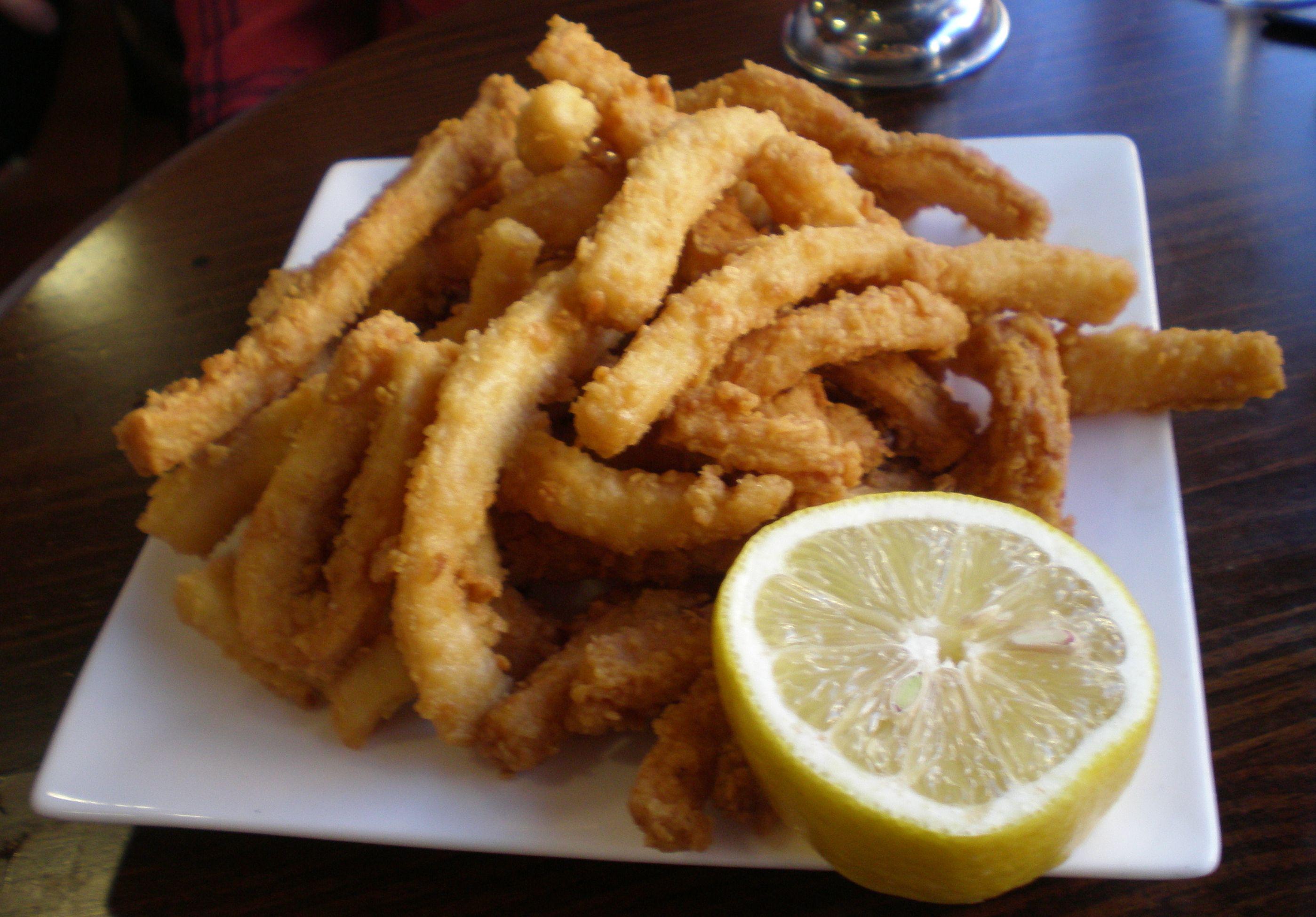
Calmar frit en lanières
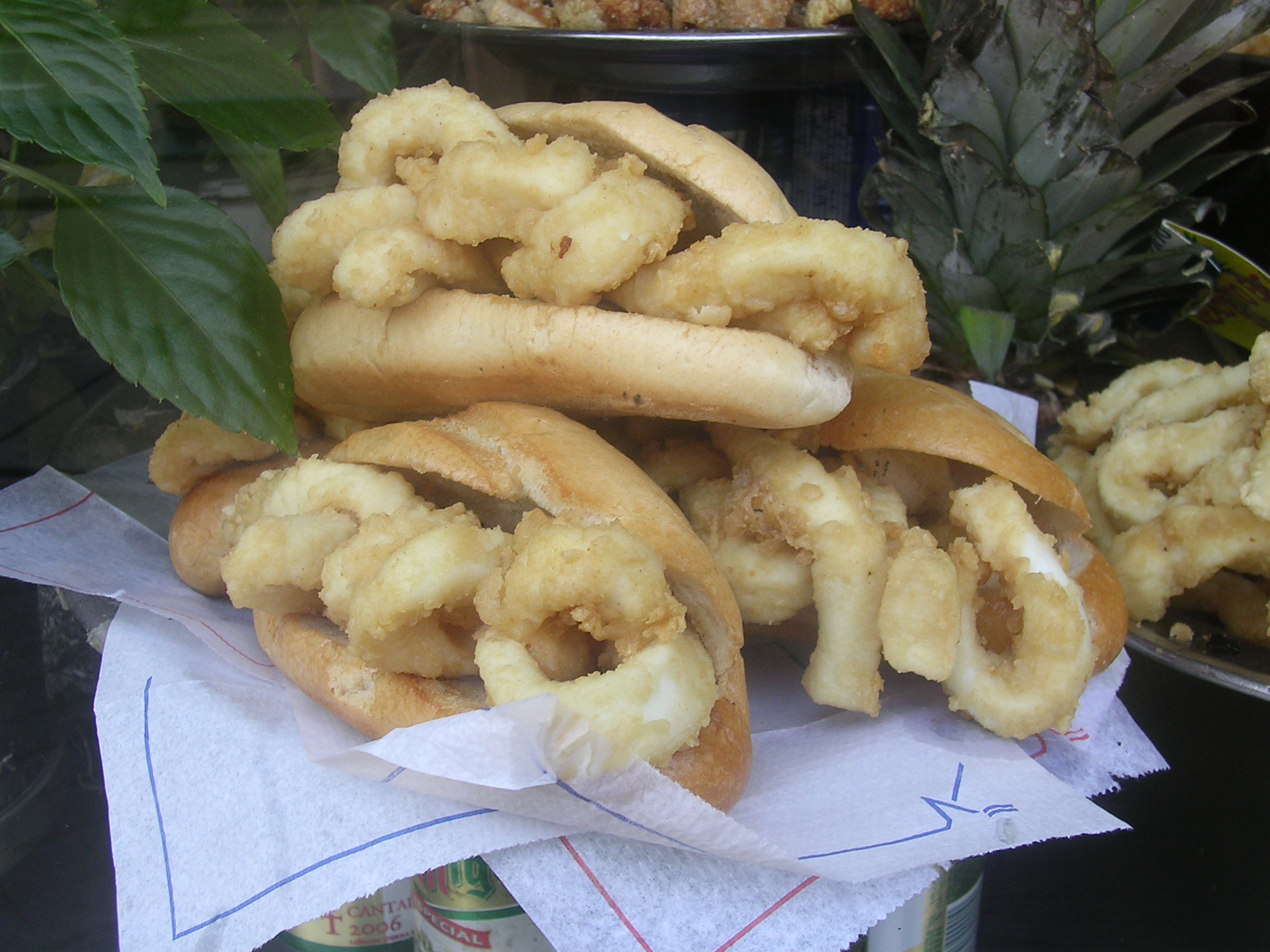
Sandwich aux calamars

Les calamars préparés de cette manière sont généralement servis sur un plateau avec une tranche de citron. Ils peuvent également être servis en sandwich aux calamars de cuisine de rue (bocadillo de calamares). Dans les pays méditerranéens, il est si populaire qu'il est souvent vendu prêt à frire au rayon surgelés de la grande distribution.

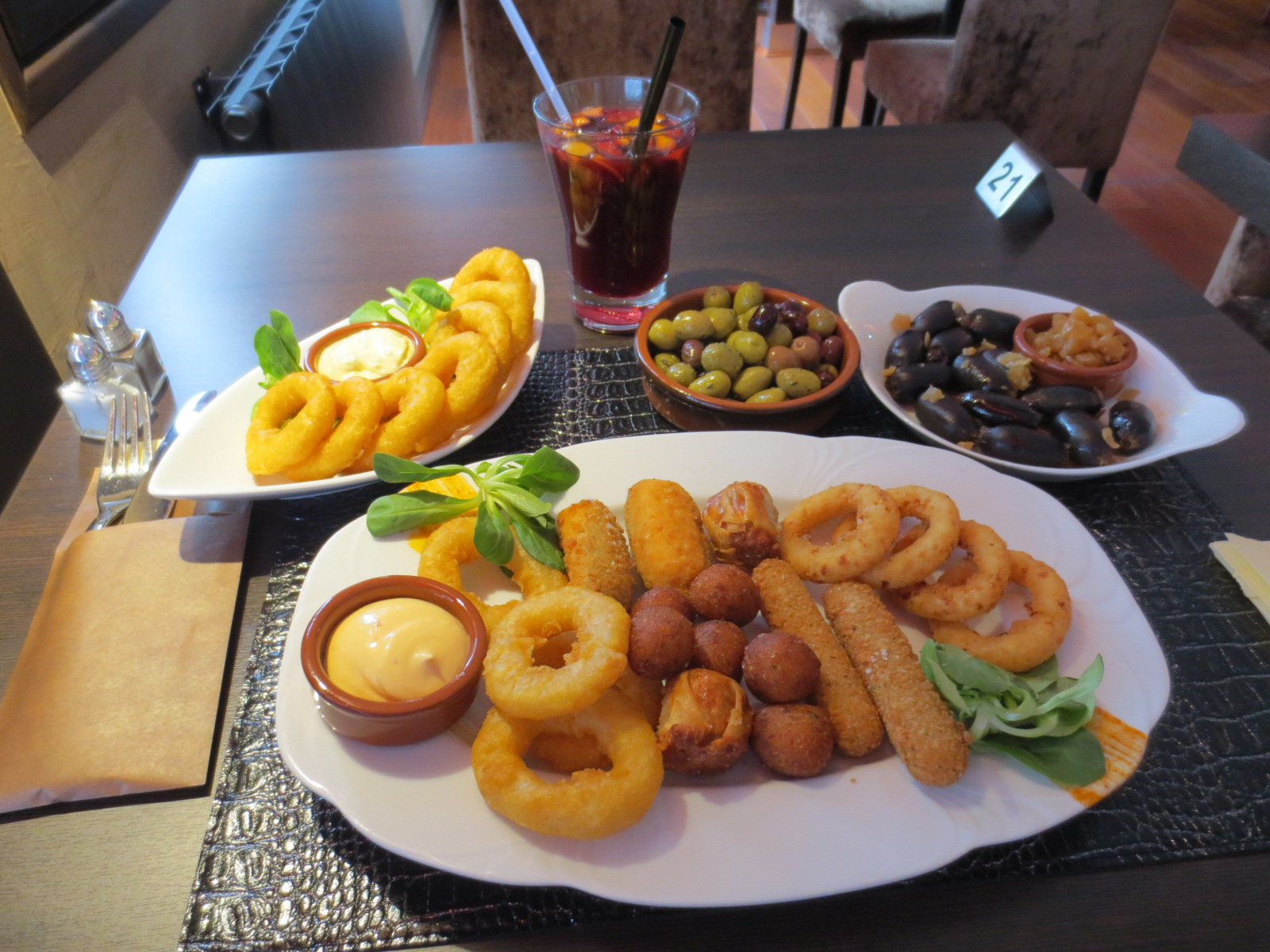
Calamar avec divers beignets frits.

### Espagne

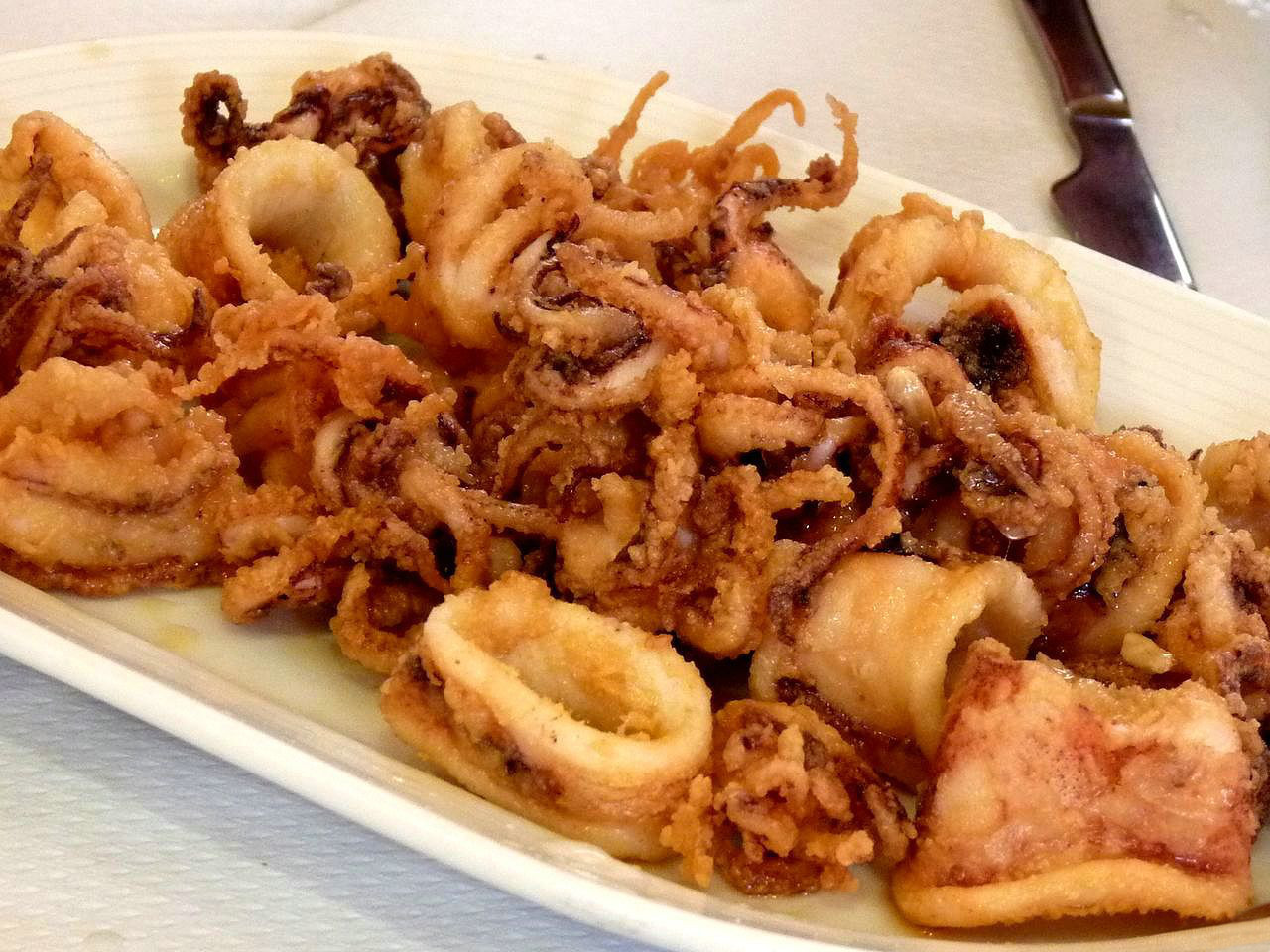
Calmar frit en Galice.

En Espagne, les calamars frits de la cuisine espagnole sont connus entre autres sous le nom de calamares a la romana, rabas de calamar ou calamares a la andaluza. Ils sont généralement servis comme tapas ou comme raciones dans de nombreux bars, avec une tranche de citron.
Les rabas de Cantabria peuvent être classées en fonction du type de calmar avec lequel elles sont cuisinées. Il peut être de type magano, peludín ou rejo, le plus prisé étant le magano pêché à la guadañeta, l'engin de pêche traditionnel utilisé pour attraper les céphalopodes de 12 cm de long de ce type. Ce type de calmar est connu sous le nom de rabas de magano ou rabas blancas (calmar blanc).

### France

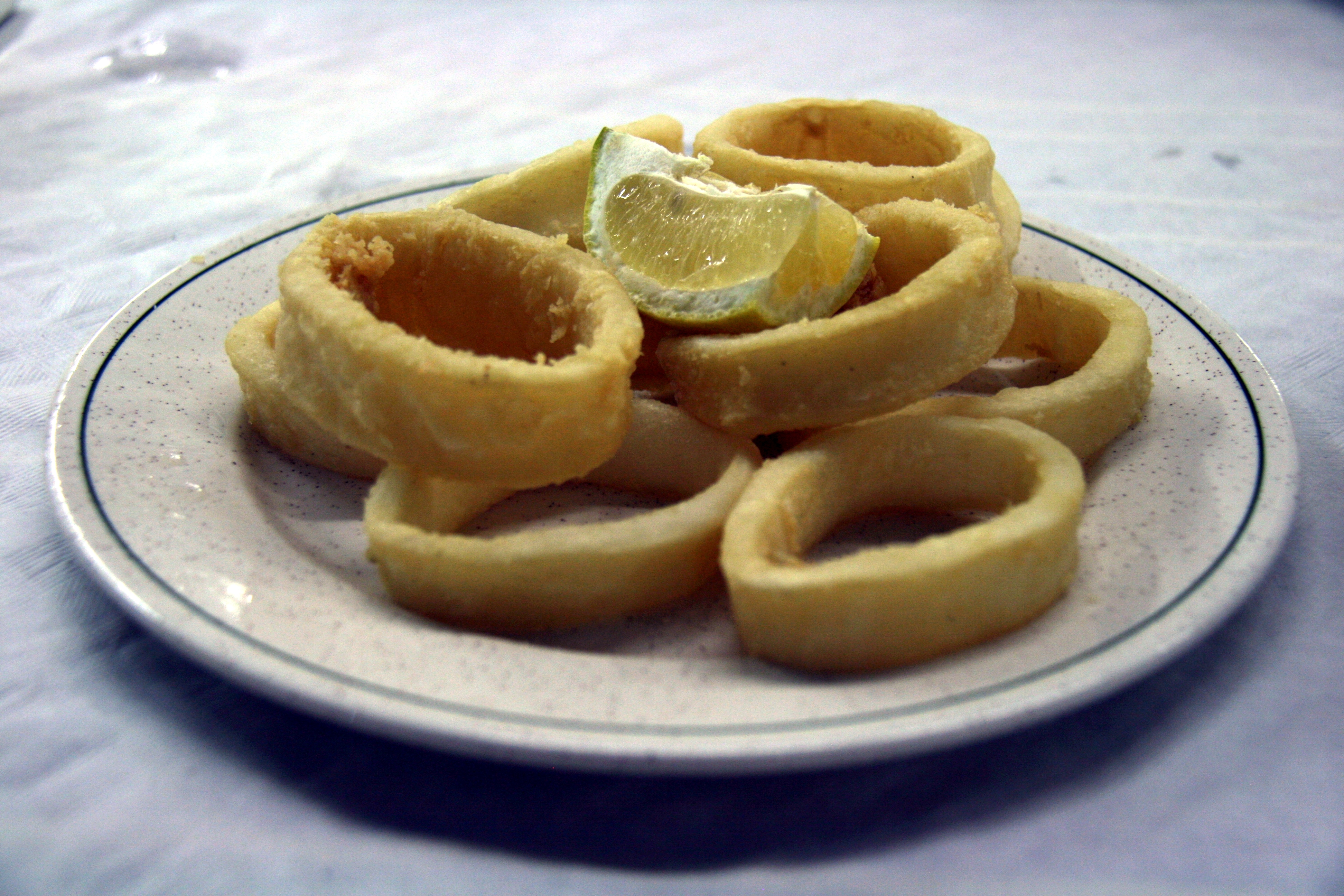
Calamars à la romaine (« alla romana »).

En France, ils sont typiques en particulier des cuisines provençale méditerranéenne, languedocienne et roussillonnaise, connus sous le nom de fritots de calamars. Ils peuvent être frits dans une pâte à beignet ou seulement farinés avant d'être frits. 

### Italie
En Italie, avec les calamaris fritti et calamars à la romaine (« alla romana ») de la cuisine italienne, les anneaux de calmar sont enrobés d’une pâte à beignet légère (souvent à base de farine, œuf, parfois un peu de lait) avant d’être frits.

### Philippines

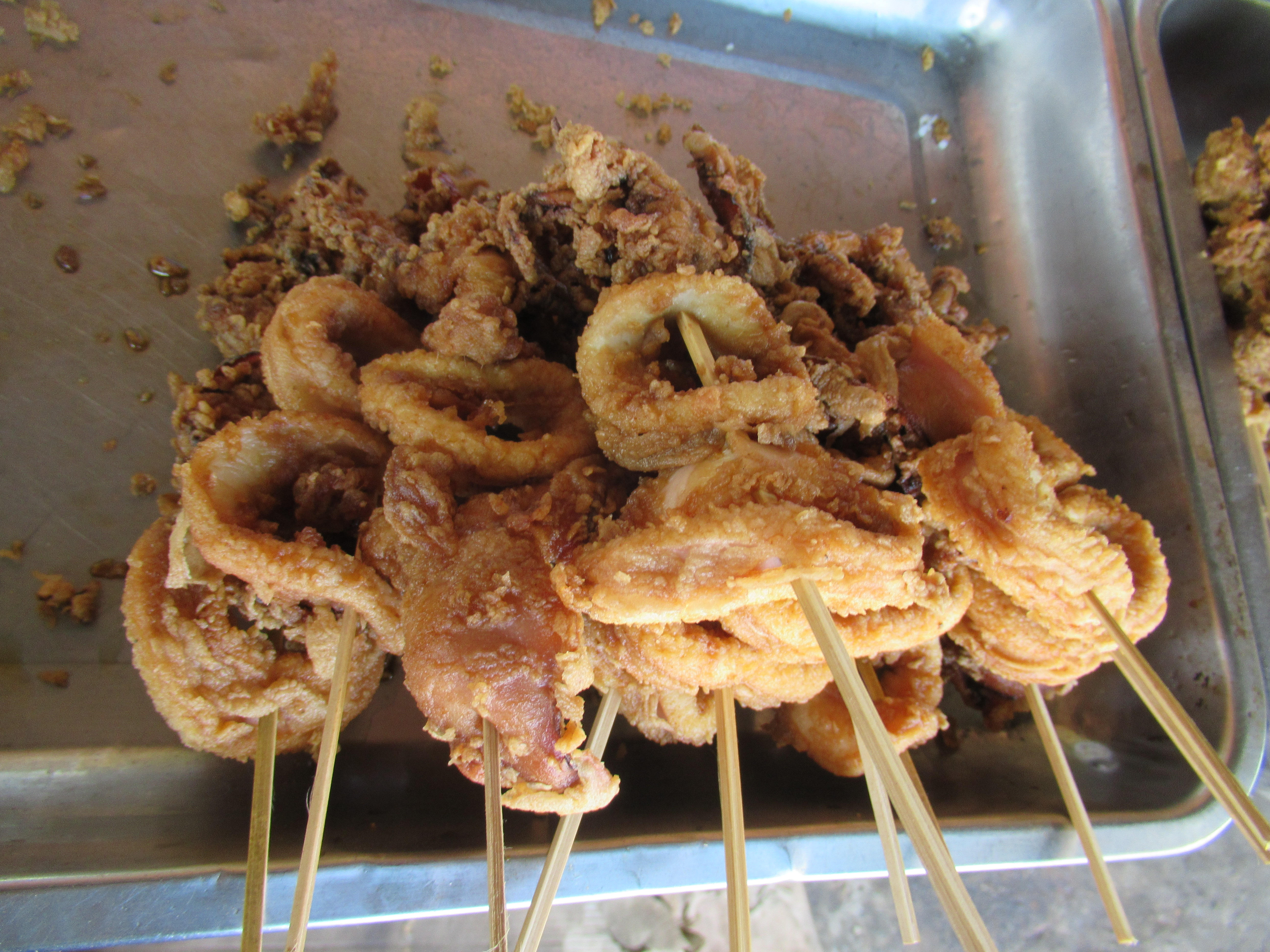
Kalamares de la cuisine philippine.

Aux Philippines, le calmar frit est simplement appelé kalamares, ou parfois pritong pusit (littéralement, « calamars frits » en tagalog). C'est une cuisine de rue populaire dans tout le pays, généralement vendue avec une sorte de sauce comme l'aïoli, la mayonnaise ou le vinaigre épicé.

### Autres pays
Les calmars frits sont courants dans la cuisine de nombreux pays du bassin méditerranéen ; tel que la Turquie, où ils sont très populaires sous le nom de kalamar tava de la cuisine turque, consommés avec de la sauce tarator.
Dans de nombreux pays, ils sont généralement servis accompagnés des sauces nationales ou les plus populaires de la région, avec par exemple du Tabasco ou d'autres sauces épicées dans la cuisine mexicaine, ou encore avec de la sauce criolla, du rocoto et du yuca sancochada dans la cuisine péruvienne et en Amérique du Sud... Dans la cuisine chinoise, le calmar est généralement haché puis enrobé de sel, de farine et de beaucoup de piments, ce qui donne un plat très similaire à celui décrit.